# Stefany Hernandez

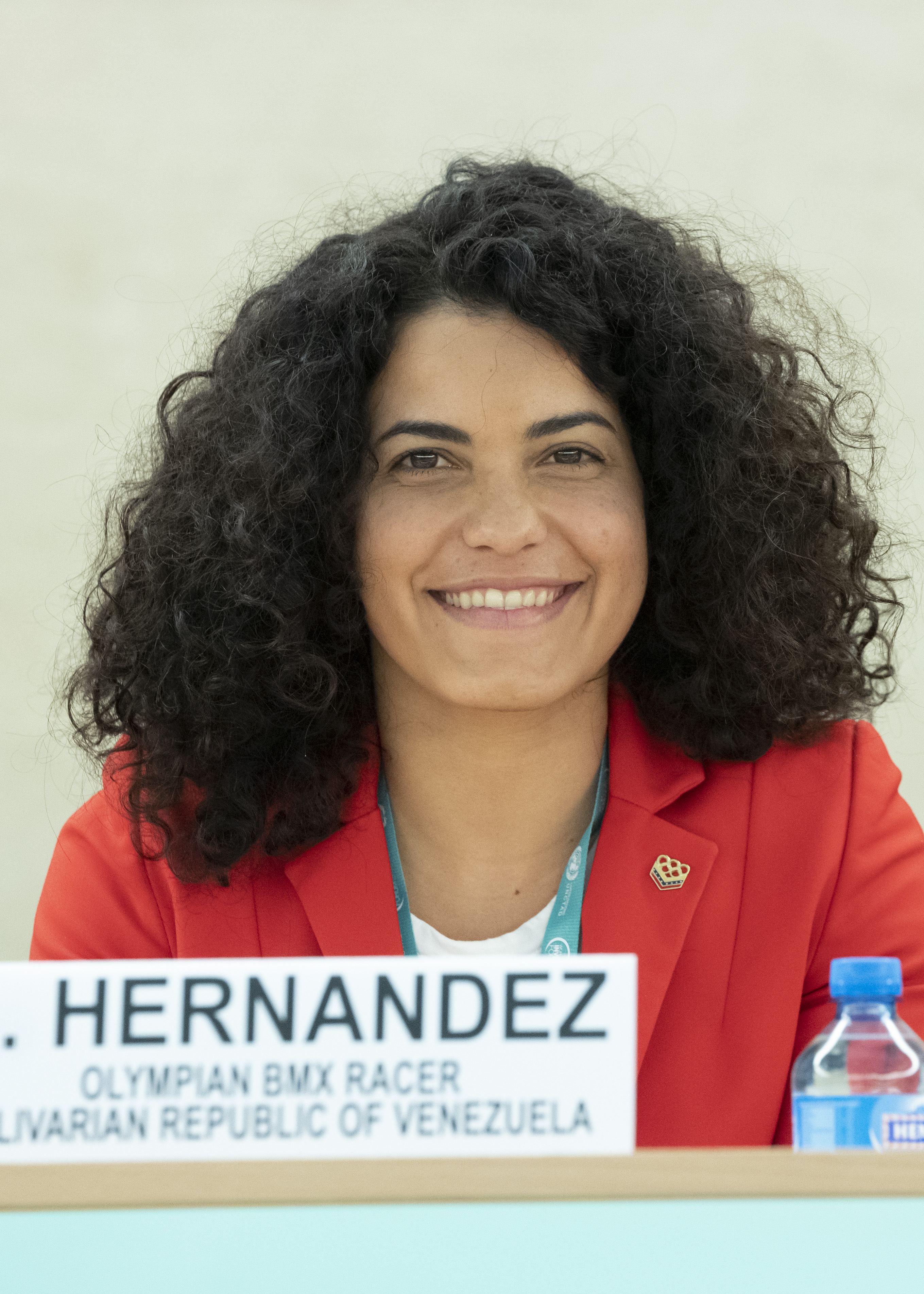
Stefany Hernandez

Stefany Hernandez, född den 13 juni 1991 i Bolívar, är en venezuelansk tävlingscyklist.
Hon tog OS-brons i BMX i samband med de olympiska tävlingarna i cykelsport 2016 i Rio de Janeiro..